# Tinissa mysorensis
Tinissa mysorensis är en fjärilsart som beskrevs av Robinson 1976. Tinissa mysorensis ingår i släktet Tinissa och familjen äkta malar. Inga underarter finns listade i Catalogue of Life.